# Hugo Lacour
Hugo Lacour (* 18. Oktober 1943 in Saarbrücken; † 30. November 2017 ebenda) war ein französischer Bordellbetreiber und mehrfach verurteilter Straftäter, darunter wegen Mordes. Bekannt wurde er durch die Verurteilung in einem Prozess zu einem Mord ohne Leiche und die „Rotlicht-Affäre“ um Oskar Lafontaine.

## Leben
Hugo Lacour wurde 1943 als 13. Kind eines Franzosen und einer Deutschen im Saarbrücker Ortsteil Burbach geboren. In den 1950er Jahren brach er die Schule ab und beging erste kleinere Delikte, 1960 wurde er erstmals wegen eines Raubes zu einer Haftstrafe verurteilt.
Ab 1962 war Lacour im Rotlichtmilieu tätig. Es folgten schwere Straftaten, darunter Körperverletzung und schwerer Diebstahl. Im Jahr 1969 wurde er überregional bekannt. Nach einer Festnahme wegen gefährlicher Körperverletzung wurde Lacour im Uniklinikum Homburg untersucht und konnte beim Rücktransport in die Justizvollzugsanstalt Saarbrücken fliehen. Wenige Tage später wurde er gefasst. Auch in den 1970er Jahren wurde er mehrfach wegen schwerer Delikte verhaftet und verurteilt.
Im April 1986 geriet Lacour in das Visier der Polizei, nachdem der Saarbrücker Kaufmann und Mitbesitzer eines Eros-Centers Heinz Weirich am 22. August 1985 spurlos verschwunden war. Lacour soll den Geschäftsmann aus Habgier ermordet oder den Auftrag dazu erteilt haben. In seinem Besitz befand sich der Mercedes des Vermissten und ein gefälschter Geldwechsel in Höhe von 1,6 Millionen DM. Hugo Lacour wurde festgenommen und in der JVA Saarbrücken inhaftiert.
Von dort gelang ihm am 11. Oktober 1987 die Flucht, indem er als Messdiener dem Anstaltspfarrer die Schlüssel entwendete. Die genauen Umstände der Flucht wurden nie aufgeklärt. Lacour setzte sich nach Frankreich ab, wurde dort aber schon am 15. Oktober in einer Bar in Metz festgenommen. Im September 1988 wurde Lacour in Frankreich wegen Raubes zu einer Haftstrafe von sechs Jahren verurteilt und erhielt zusätzlich wegen Betruges drei Jahre Haft. Die Mordanklage ließ ein französisches Gericht 1990 nach Prüfung der deutschen Akten fallen, weil aus Sicht des Gerichts die Beweise nicht ausreichten. Ende 1992 oder Anfang 1993 wurde er aus der Haft entlassen.
Im Jahr 1993 wurde Lacour während eines Urlaubes in Österreich bei einer Fahrzeugkontrolle festgenommen und am 11. August 1994 an die Bundesrepublik Deutschland ausgeliefert. Im Jahr 1997 wurde er nach 102 Verhandlungstagen wegen Mordes an dem Bordellinhaber Weirich zu lebenslanger Haft verurteilt. Es war einer der längsten Mordprozesse in der Nachkriegszeit. Der Bundesgerichtshof verwarf 1999 eine Revision. Nach 17 Jahren in Haft war er 2009 auf Bewährung frei gekommen. Lacour hat stets seine Unschuld beteuert, die Leiche des Opfers wurde nie gefunden. Einen Antrag auf Wiederaufnahme des Prozesses verwarfen Landes- und Oberlandesgericht Saarbrücken in den Jahren 2010/11.
Im Juli 2013 wurde Lacour in den Niederlanden mit rund 6,5 Kilogramm Marihuana im Kofferraum erwischt und 2015 vom Landgericht Saarbrücken wegen Beihilfe zum Drogenhandel für zwei Jahre auf Bewährung verurteilt.
Hugo Lacour erlag 2017 auf der Palliativstation eines Saarbrücker Krankenhauses einem Krebsleiden.

## „Rotlicht-Affäre“
Aufsehen erregte Lacour 1993, als er dem damaligen saarländischen Ministerpräsidenten Oskar Lafontaine mit angeblich kompromittierenden Enthüllungen drohte. In seinem Prozess machte er Andeutungen über „Rotlicht-Aufnahmen“ von Lafontaine. Beweise für seine Behauptungen legte Lacour nie vor. Reinhard Klimmt und Oskar Lafontaine hatten Lacour in einer seiner Bars kennengelernt. Lafontaine stritt persönliche Kontakte nie ab. Schon bei einem Raubprozess in Frankreich im Jahr 1987 berichtete ein Zeuge von kompromittierenden Fotos von Lafontaine und der Freundin von Lacour. Ende der 1980er Jahre wandte sich Lacour an Klimmt, mit der Bitte, sich für ihn einzusetzen. Klimmt antwortete Lacour persönlich und vertraut, dass er sich mit dem damaligen Justizminister Arno Walter besprechen und sich auf dem Laufenden halten lassen werde.
Ende 1992 soll Lafontaine seinen Leibwächter, den ehemaligen Anführer einer Rockerbande, nach Frankreich zu Lacour entsandt haben, um herauszufinden, ob es tatsächlich kompromittierende Bilder gab. Der Leibwächter behauptet später, er habe im Auftrag des damaligen Ministerpräsidenten Lafontaine gehandelt, was dieser jedoch abstritt. Lafontaine gab an, nichts von dem Treffen gewusst zu haben. Medien berichteten in der Folge immer wieder von den Kontakten der beiden Politiker zu Lacour.
In seiner Biografie bezeichnete Lacour später die Fotos selbst als „ein Gerücht, welches im Saarland hartnäckig die Runde machte.“

## Veröffentlichungen
- mit  Karsten Sturm: Hugo Lacour – Die Biografie: Ein Mord und keine Leiche. Verlag 110th, Altenkirchen 2017, ISBN 978-3-95865-767-0.